# Friedrich Bangert (Historiker)
Friedrich Heinrich Bangert (* 11. Mai 1850 in Korbach; † 9. Februar 1924 in Bad Oldesloe) war ein deutscher Historiker.

## Leben
Er besuchte die Bürgerschule seiner Vaterstadt und die Realabteilung des dortigen Gymnasiums. Er besuchte anderthalb Jahr lang das Lehrerseminar in Gotha. Er wirkte als Lehrer im Wintersemester 1867/1868 an der Bürgerschule zu Korbach, vom Frühjahre 1868 bis zum Herbst 1875 an der höheren Bürgerschule in Pyrmont und von da an bis zum Frühjahre 1883 an der Realschule in Bockenheim. Im April 1883 übernahm er die Leitung der Garnierschen Lehr- und Erziehungsanstalt in Friedrichsdorf. In den Jahren 1871, 1874 und 1878 erwarb er sich vor der Königlichen Wissenschaftlichen Prüfungs-Commission in Marburg die facultas docendi im Französischen, im Englischen und in der Geographie für alle, im Deutschen und in der Geschichte für mittlere Klassen. Nach der Promotion zum Dr. phil. 1884 in Marburg war er von 1885 bis 1919 Direktor der Oldesloer Oberrealschule. Seine Forschungsschwerpunkte waren Oldesloer und Stormarner Geschichte. Er war Vorsitzender des „Bundes der Stormer“. In Bad Oldesloe ist die Bangertstraße nach ihm benannt.

## Schriften (Auswahl)
- Die Tiere im altfranzösischen Epos. Marburg 1885.
- Die Sachsengrenze im Gebiete der Trave. Oldesloe 1893.
- Rückblick auf die Geschichte der Anstalt. Oldesloe 1900, OCLC 918205999.
- Geschichte der Stadt und des Kirchspiels Bad Oldesloe. Hamburg 1976, ISBN 3-7672-0454-1.